# Thalwenden
Thalwenden is een gemeente in de Duitse deelstaat Thüringen, en maakt deel uit van de Landkreis Eichsfeld.
Thalwenden telt 342 inwoners.